# The Sixsters
The Sixsters - це український рок гурт, створений у 2018 році Катериною Кузякіною в маленькому містечку поблизу Києва, Україна.
Протягом наступних чотирьох років гурт здобув визнання на українській рок-сцені. Назва гурту, The Sixsters, свідчить про тісний зв'язок, що об'єднує п'ятьох учасниць. 
У 2022 році російське вторгнення в Україну серйозно вплинуло на життя учасниць гурту. Деякі з них виїхали з країни ще на початку конфлікту, а інші шукали притулку в бомбосховищах. Учасниці гурту роз'їхалися по різних країнах. Незважаючи на невизначеність ситуації, кожна з них тримала надію, що зовсім скоро вони побачать одна одну та зберуться разом знову.
Пізніше у 2022 році учасницям гурту The Sixsters вдалося знову зустрітися в місті Ессені, Німеччина. Гурт вирішив використовувати свою музику як засіб, що сприяє надії та миру, зокрема, зосереджуючись на зборі коштів для забезпечення тимчасового житла переселенцям з України, а також на підвищенні обізнаності про складну ситуацію у їхній рідній країні.

## Музична подорож
The Sixsters, дівочий панк-рок гурт, що був створений групою дівчат, об'єднаних своєю пристрастю до музики. Кожна учасниця внесла свій власний музичний стиль, що призвело до створення пісень, де поєднуються змістовні тексти з панк-мелодіями. Спочатку музика The Sixsters зосереджувалася на темах пошуку себе в сучасному суспільстві та стимулюванні до життєвих досягнень. Однак з початком війни їх музика зазнала змін, включаючи пісні протесту та критику суспільства. Гурт характеризує свою музику як "чесний рок із захоплюючими історіями та дівочим духом". The Sixsters прагнуть надихати слухачів своїм головним месседжем, що музика може бути джерелом сили та самовираження, навіть у такі важкі часи.

## Коротка історія

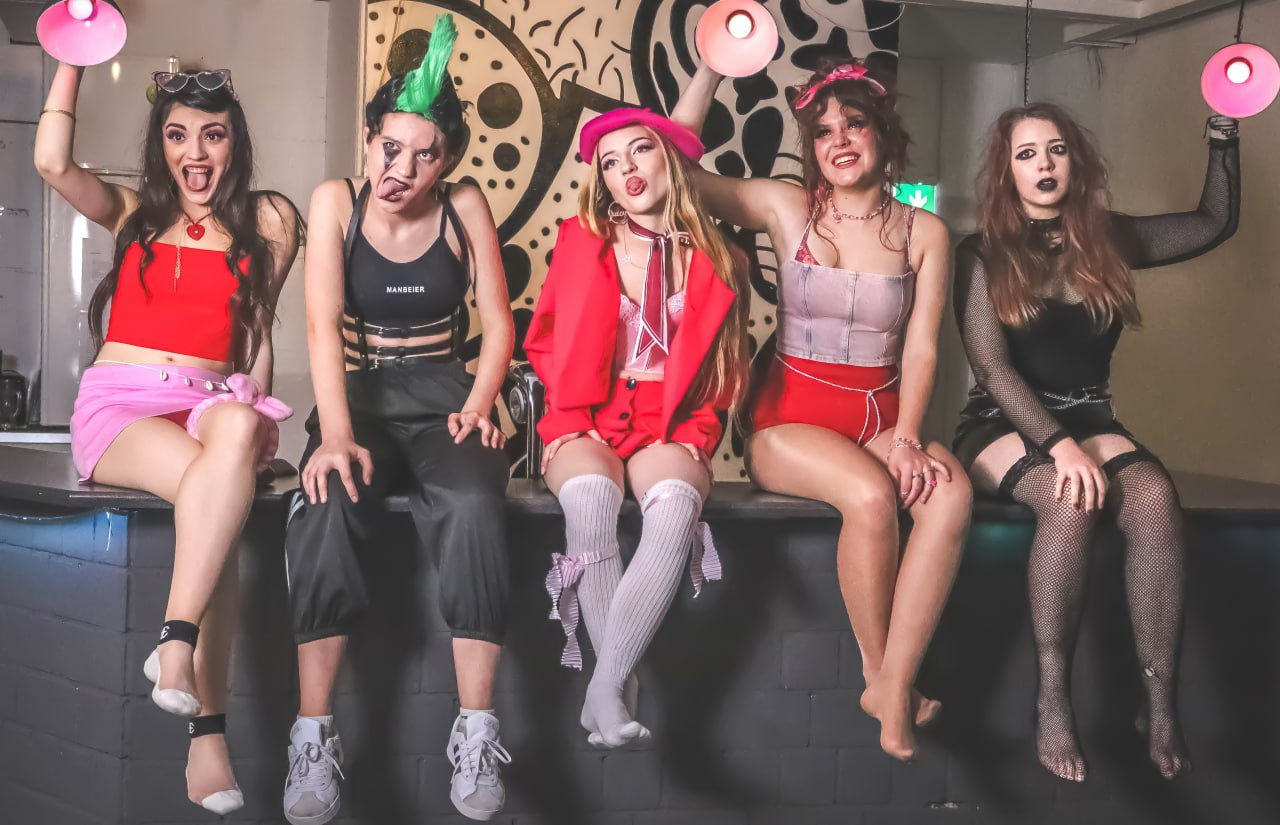
The Sixsters Рок Гурт

### 2018-2021
На початку створення гурту, всі учасниці проживали в різних містах, але їх об'єднувала спільна пристрасть до рок-музики та нескінченна до написання музики. Їх музична подорож розпочалася навесні 2018 року, коли дівчатка, у віці від 7 до 10 років, зібралися на своїй першій репетиції. Гурт приділяв час, щоб познайомитися одна з одною, вдосконалюватися на репетиціях і розвивати свій унікальний стиль написання та виконання власних пісень.
У 2021 році музична подорож гурту отримала значний поворот, коли отримали перемогу на конкурсі, організованому відомим українським гуртом "Антитіла". Ця перемога відкрила нові можливості для гурту та розширила їх горизонти. Стадіонний тур з "Антитілами" спочатку планувався на червень 2022 року, але війна призвела до зміни цих планів.

### Рік 2022
У лютому "The Sixsters" мали амбітні плани, але вторгнення в їх країну змінило все, змушуючи дівчат адаптуватися та внести значні зміни відповідно до складних обставин. Деякі дівчата ще напочатку війни виїхали з країни, інші сиділи в бомбосховищах під обстрілом окупантів. Здалося, що гурт повністю розпався, оскільки ніхто не знав, чого чекати. Однак кожна дівчина вірила, що одного дня вони зустрінуться знову.
28 лютого 2022 року "The Sixsters" випустили свою потужну пісню "Правда", яка несе в собі чіткий месседж про єдність та заклик до миру "Stop Putin Stop War". Ця співпраця отримала величезну похвалу від відданих шанувальників групи. Через цю пісню гурт мав на меті підвищити усвідомлення про ситуацію в країні та показати свою підтримку українського народу. 
У червні 2022 року, після п'яти місяців війни та небачивши одна одної, дівчата нарешті зустрілися і почали грати знову. Вони зібралися в німецькому містечку Ессен, Німеччина  де зараз живуть і проводять репетицій. Друг і великий фанат "The Sixsters" Пітер Петерсон (Future Campus Ruhr, Ессен, Німеччина) допоміг зі студією, надавши своє місце для репетицій дівчатам. Під час своєї першої репетиції в Ессені гурт створив і одразу ж записав нову пісню "Happiness". Пізніше вони зняли кліп на цю пісню.
"The Sixsters" організовували прямі трансляції для підтримки українських дітей, які потерпають від війни. Завдяки цьому вони успішно зібрали донати та забезпечили гуманітарну допомогу дітям України. Одна з співпраць відбулася між Катериною Кузякіною, барабанщицею гурту “The Sixsters”, і Сіною Дерінг, де вони разом виконали пісню "Fever" гурту "The Sixsters" на барабанах. Дівчата виклали відео на YouTube та організували збір коштів спеціально для українських дітей.
У серпні 2022 року The Sixsters взяли участь у фестивалі Open Flair у місті Ешвеге, Німеччина. Також у цей період вони випустили сингл під назвою "Hold" 10 серпня 2022 року.
15 грудня 2022 року The Sixsters представили світу свій перший англомовний альбом "I'm Gonna Be". Відеокліп на саму пісню “I’m Gonna Be” зображує учасниць гурту у вигляді ляльок у ляльковому будиночку. Месседж пісні наголошує на тому, що ніхто не може диктувати, що робити людині, яка є головним героєм свого життя, приймає рішення та вчиться на власних помилках. Гурт виконував пісні з цього альбому на благодійному концерті для українських дітей у Zeche Carl в Ессені, Німеччина, 17 грудня 2022 року.

### 2023
У січні 2023 року The Sixsters розпочали будівництво своєї власноє музичної студії. Після завершення будівництва, вони одразу ж записали свій сингл "Same Kid", який був випущений 25 квітня 2023 року.
15 березня 2023 року The Sixsters випустили нову українську пісню "Біжи з вовками". Відеокліп до пісні був знятий у їх новій студії. Пісня є пошаною Володимиру Бульбі, захиснику України. Основною метою гурту в цій пісні було надання натхення людям на силу та мужність нагадуючи, що завжди є рішення для будь-якого виклику або життєвої ситуації, навіть коли здається, що здатися - єдиний варіант. Пісня та музичне відео отримали позитивний відгук від шанувальників, які були глибоко зворушені її повідомленням.
The Sixsters отримали визнання від німецької компанії музичних інструментів "Fame Instruments", яка обрала їх своїми ендорсерами. Це визнання як їхніх навичок, так і статусу в музичній індустрії. Гурт також був представлений у журналі Gitarre & Bass під заголовком: "The Sixsters: Ukrainian Riot Girls!".
У червні 2023 року The Sixsters виступили на фестивалі Glastonbury, що стало значним кроком у їхній кар'єрі. Виступ показав їх енергійну музику, яку вони описують як суміш веселих і серйозних пісень. Виступ на Glastonbury привернув більше уваги до гурту і надав їм додаткові можливості в музичній подорожі The Sixsters.

### 2024 та сьогодення
У лютому 2024 року The Sixsters випустили свій сингл «Feels». 22 лютого гурт випустив ще один сингл «I stare at you...». Два сингли увійшли до нового альбому «To be continued...», який вийшов 1 березня 2024 року.

## Музичний стиль та вплив
Гурт "The Sixsters" є українським дівочим панк-рок гуртом. "The Sixsters" поєднує елементи панку та поп-року, альтернативного року та інді-року у своїй музиці. "The Sixsters" поєднують в собі різні стилі музики, що робить їх звучання унікальним і відмінним від інших. 

## Учасниці гурту
- Марія Круценко: Вокал, Ритм-гітара (народилася в Києві, Україна)
- Анна Волошина: Соло-гітара (народилася в Полтаві, Україна)
- Софія Чернова-Курликіна: Клавішні, Бек-вокал (народилася в Харкові, Україна)
- Катерина Кузякіна: Барабани (народилася в Сімферополі, Україна)
- Поліна Загной: Бас-гітара, Бек-вокал (народилася в Луганську, Україна)

## Дискографія

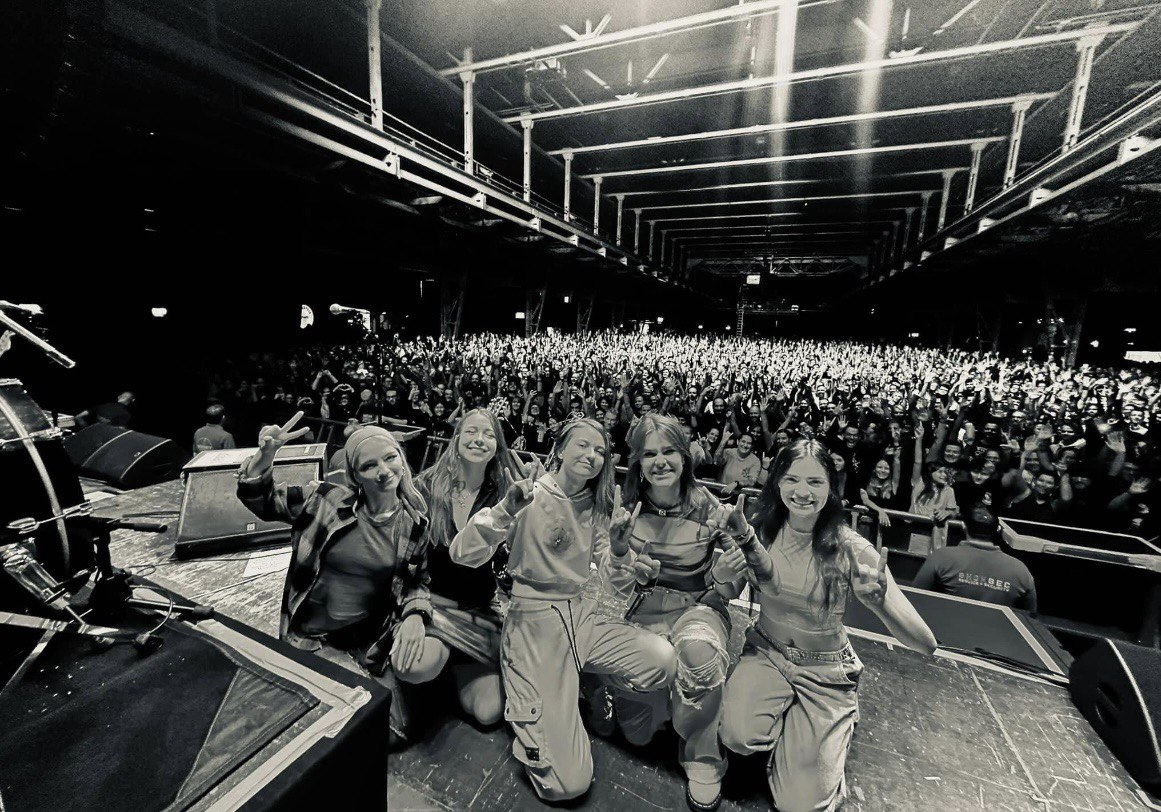
The Sixsters Концерт Мюнхен

The Sixsters самостійно випустили три альбоми. Їх дебютний альбом "Світ", був випущений у 2020 році і містить шість треків, серед яких є "Вулкани”, “Я Голосую". Другий альбом "Етюди" був випущений у 2021 році. У 2022 році вони випустили свій третій альбом "I'm Gonna Be", який включає сингл "Hold". Також, у 2020 році вони випустили сингл під назвою "Правда", який несе антивоєнний месседж. 1 березня 2024 року вийшов їх четвертий альбом «To be continued...», до якого увійшли сингли «Feels» і «I stare at you...».

### Альбоми
- "Світ" (січень, 2021)
- "Етюди" (листопад, 2021)
- "I'm Gonna Be" (грудень, 2022)
- "To be continued..." (перше березня, 2024)

### Сингли
- "Правда" (лютий, 2022)
- "Hold" (серпень, 2022)
- "Same Kid" (квітень, 2023)
- "Feels" (February, 2024)
- "I stare at you..." (February, 2024)
- "Everything I owned" (September, 2024)
- "One Way" (October, 2024)
- "Evening Fire" (October, 2024)
- "Plastic She" ( 2024)

Радіо
- Indie Radio Chart - "The Sixsters" потрапили в топ-десятку Indie Radio Chart.
- Українські радіостанції: Radio Roks, GFM[14].
- Польське радіо: Radio Poland.[6]
- Music Mafia Radio.
- Британське радіо: Wigwam Radio.
- Music Control
- Collegeradio
- Radio BOB[15]
- Classic Rock Radio
- Tide. Radio
- Radio Diabolus
- Dragonland Radio
- Querfunk
- Radio MusicStar
- Rautemusik.fm
- rockradio.de

### Відеокліпи
| Пісня                | Рік  | Режисер           | Посилання |
| "Hold"               | 2022 | Олександр Кузякін | 1         |
| "I am gonna be"      | 2022 | Олександр Кузякін | 2         |
| "City"               | 2023 | Олександр Кузякін | 3         |
| "Біжи з Вовками"     | 2023 | Олександр Кузякін | 4         |
| "Happiness"          | 2023 | Олександр Кузякін | 5         |
| "Everything I owned" | 2024 | Олександр Кузякін | 6         |
| "Plastic She"        | 2024 | Олександр Кузякін | 7         |

### Виступи
- 29 липня 2018 року - 16-й фестиваль "Чорноморські Ігри" у Скадовську[16]
- 18 серпня 2019 року - ZAXIDFEST
- 17 липня 2021 року - Taras Bulba Fest[17]
- 23 вересня 2018 року - Cover Rock Fest у Києві
- 25 грудня 2018 року - Великий різдвяний концерт на Контрактовій площі у Києві[18]
- 2 січня 2019 року - Новорічний концерт на Софіївській площі у Києві
- 22 червня 2019 року - Кубок STIHL у Хмельницькому
- 27 липня 2019 року - Фестиваль Faine Misto у Тернополі
- 31 серпня 2021 року - Коктебельський джазовий фестиваль: Арабатка 2021.
- Серпень 2022 року - Open Flair у Ешвеге, Німеччина
- 17 грудня 2023 року - Благодійний концерт у Zeche Carl для України, Ессен, Німеччина[19]
- 12 травня 2023 року - Фестиваль Essen Original, Німеччина
- 17 травня 2023 року - Фестиваль Bielefeld, Німеччина[20]
- 25 вересня 2024 р. – Слот підтримки для Beatsteaks Wien, Австрія
- 26 вересня 2024 р. – Слот підтримки для Beatsteaks Munich, DE

## посилання
1. ↑  The Sixsters. rock.ua (англ.). Процитовано 22 червня 2023.
2. ↑  The Sixsters: яскравий рок-н-рол від шести дівчат - Daily Metal. web.archive.org. 16 вересня 2019. Архів оригіналу за 16 вересня 2019. Процитовано 22 червня 2023.
3. 1 2 3 4  The Sixsters am 17. Dezember auf Zeche Carl: Punkrock aus der Ukraine. Lokalkompass (нім.). 28 листопада 2022. Процитовано 22 червня 2023.
4. 1 2 3 4 5  Open Flair. www.open-flair.de. Процитовано 22 червня 2023.
5. 1 2  Wetzlar: "The Sixsters" entzünden Rock-'n'-Roll-Feuerwerk. Mittelhessen (нім.). 8 січня 2023. Процитовано 22 червня 2023.{{cite web}}:  Обслуговування CS1: Сторінки з параметром url-status, але без параметра archive-url (посилання)
6. 1 2  Український гурт The Sixsters візьме участь у легендарному Glastonbury Festival - Українська Служба - polskieradio.pl. polskieradio.pl (pl-PL) . Процитовано 22 червня 2023.
7. ↑  Buschmann, Heiko (18 грудня 2022). Ukrainische Girlband „The Sixsters“ rockt die Zeche Carl. www.nrz.de (de-DE) . Процитовано 22 червня 2023.
8. ↑  Fame The Sixsters with Fame Equipment | MUSIC STORE professional. www.musicstore.com (en-es) . Процитовано 22 червня 2023.{{cite web}}:  Обслуговування CS1: Сторінки з параметром url-status, але без параметра archive-url (посилання)
9. ↑  FAME_Endorser_en – Fame Guitars (брит.). Процитовано 22 червня 2023.
10. ↑  https://www.gitarrebass.de/author/johanna-schoeftenhuberebnermedia-de (15 травня 2023). Gitarre & Bass 6/2023. GITARRE & BASS (de-DE) . Процитовано 22 червня 2023. {{cite web}}: Зовнішнє посилання в |last= (довідка)
11. ↑  Ukrainian teen rockers with remarkable story dazzle at Glastonbury Festival. Somerset County Gazette (англ.). 23 червня 2023. Процитовано 17 липня 2023.
12. ↑  ITV News. "Teenage Ukrainian punk band performs at Glastonbury Festival 2023" (англійською) . ITV.
13. 1 2 3  ‘Super incredible’ to perform at Glastonbury, say teenage Ukrainian punk band. The Independent (англ.). 24 червня 2023. Процитовано 17 липня 2023.
14. ↑  https://www.facebook.com/RadioROKS. [КАМТУГЕЗА] NEWS (17.05.2023) — [КАМТУГЕЗА] — Radio ROKS. www.radioroks.ua (укр.). Процитовано 22 червня 2023. {{cite web}}: Зовнішнє посилання в |last= (довідка)
15. ↑  Pop, RADIO BOB! Rock'n (26 січня 2024). Wenn Rock, dann BOB!. radiobob.de (нім.). Процитовано 26 лютого 2024.
16. ↑  Таврійські ігри - У Скадовську визначився володар Гран-прі XVI Всеукраїнського Благодійного Дитячого Фестивалю. Таврійські ігри (ua) . Процитовано 22 червня 2023.
17. ↑  У Дубно відгримів ювілейний фестиваль "Тарас Бульба" (ФОТО). 0362.ua - Сайт міста Рівне (укр.). Процитовано 22 червня 2023.
18. ↑  15 тисяч киян та гостей міста зустріли Новий 2019 рік на Софійській та Контрактовій площах. Офіційний портал КМДА - Головна (укр.). Процитовано 22 червня 2023.
19. ↑  The Sixsters - aus der Ukraine nach Essen. ZECHE CARL (de-DE) . Процитовано 22 червня 2023.
20. ↑  V, Welthaus Bielefeld e. Welthaus Bielefeld e. V. www.welthaus.de (нім.). Процитовано 22 червня 2023.